# Stay (sång)
Stay är en låt skriven och framförd av David Bowie och finns med på hans album Station to Station från Musikåret 1976. Låten släpptes som singel och som B-sida till Suffragette City i juli samma år.